# Kabinet-Miyazawa
Het kabinet–Miyazawa (Japans: 宮澤内閣) was de regering van het Keizerrijk Japan van 5 november 1991 tot 9 augustus 1993.

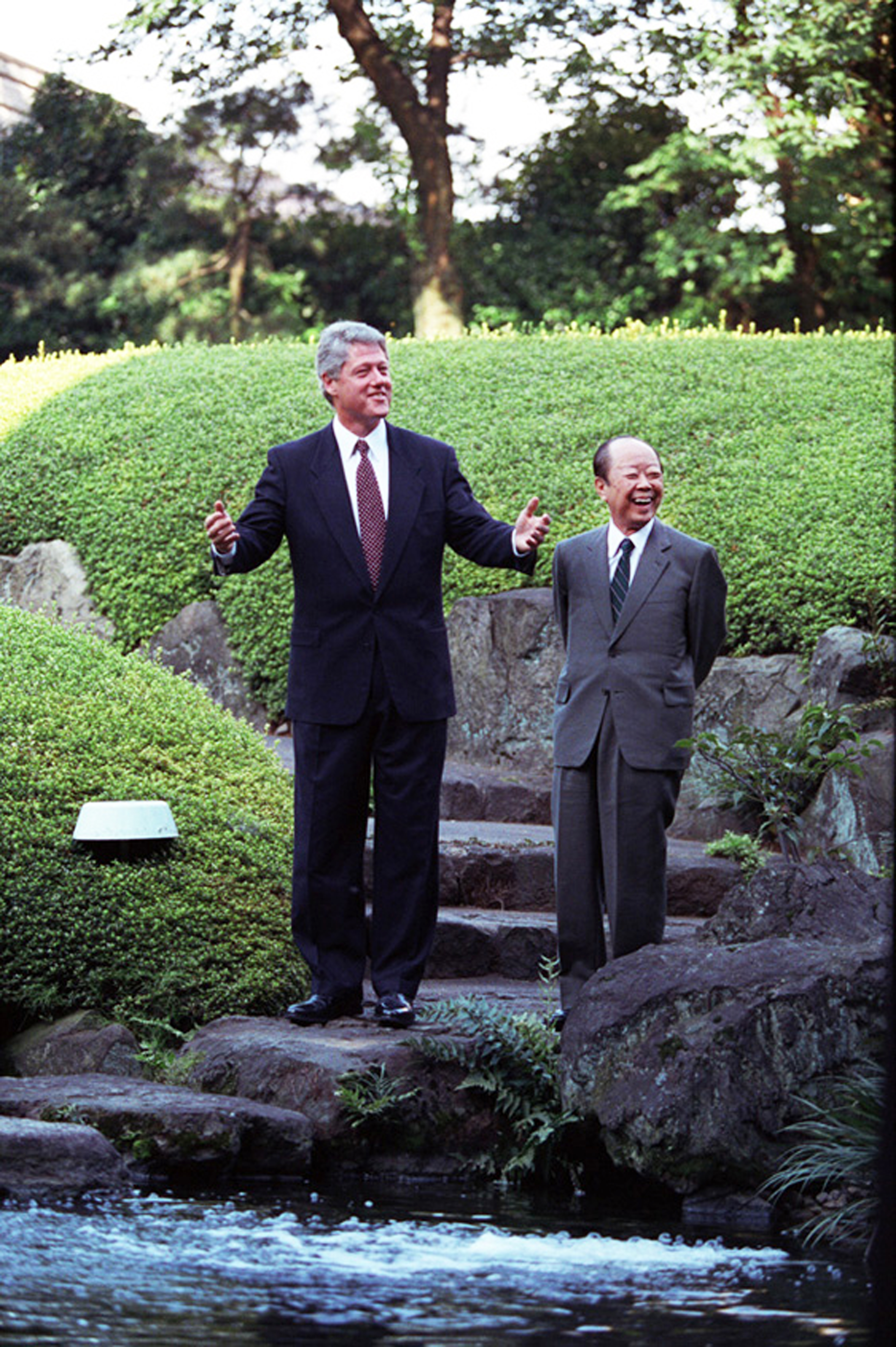
President van de Verenigde Staten Bill Clinton en premier Kiichi Miyazawa tijdens een werkbezoek in Tokio op 6 juli 1993.

## Kabinet–Miyazawa (1991–1993)
| Ambtsbekleder                                                | Ambtsbekleder     | Ambtsbekleder                            | Functie                                    | Ambtstermijn     | Ambtstermijn     | Partij |
| ------------------------------------------------------------ | ----------------- | ---------------------------------------- | ------------------------------------------ | ---------------- | ---------------- | ------ |
|                                                              | Kiichi Miyazawa   | Kiichi Miyazawa 宮澤喜一 (1919–2007)     | Premier                                    | 5 november 1991  | 9 augustus 1993  | LDP    |
|                                                              | Michio Watanabe   | Michio Watanabe 渡辺美智雄 (1923–1995)   | Vicepremier                                | 5 november 1991  | 7 april 1993     | LDP    |
| Minister van Buitenlandse Zaken                              | Michio Watanabe   | Michio Watanabe 渡辺美智雄 (1923–1995)   |                                            | 5 november 1991  | 7 april 1993     | LDP    |
|                                                              | Masaharu Gotoda   | Masaharu Gotoda 後藤田正晴 (1914–2005)   | Vicepremier                                | 7 april 1993     | 9 augustus 1993  | LDP    |
| Minister van Justitie                                        | Masaharu Gotoda   | Masaharu Gotoda 後藤田正晴 (1914–2005)   | 12 december 1992                           |                  | 9 augustus 1993  | LDP    |
|                                                              | Koichi Kato       | Koichi Kato 加藤紘一 (1939–2016)         | Secretaris- generaal                       | 5 november 1991  | 12 december 1992 | LDP    |
|                                                              | Yohei Kono        | Yohei Kono 河野洋平 (1937)               | Secretaris- generaal                       | 12 december 1992 | 9 augustus 1993  | LDP    |
|                                                              | Masajuro Shiokawa | Masajuro Shiokawa 塩川正十郎 (1921–2015) | Minister van Binnenlandse Zaken            | 5 november 1991  | 12 december 1992 | LDP    |
| Voorzitter van de Commissie voor Openbare Orde en Veiligheid | Masajuro Shiokawa | Masajuro Shiokawa 塩川正十郎 (1921–2015) |                                            | 5 november 1991  | 12 december 1992 | LDP    |
|                                                              | Keijiro Murata    | Keijiro Murata 村田敬次郎 (1924–2003)    | Minister van Binnenlandse Zaken            | 12 december 1992 | 9 augustus 1993  | LDP    |
| Voorzitter van de Commissie voor Openbare Orde en Veiligheid | Keijiro Murata    | Keijiro Murata 村田敬次郎 (1924–2003)    |                                            | 12 december 1992 | 9 augustus 1993  | LDP    |
|                                                              | Kabun Muto        | Kabun Muto 武藤嘉文 (1926–2009)          | Minister van Buitenlandse Zaken            | 7 april 1993     | 9 augustus 1993  | LDP    |
|                                                              | Tsutomu Hata      | Tsutomu Hata 羽田孜 (1935–2017)          | Minister van Financiën                     | 5 november 1991  | 12 december 1992 | LDP    |
|                                                              |                   | Yoshiro Hayashi 林義郎 (1927–2017)       | Minister van Financiën                     | 12 december 1992 | 9 augustus 1993  | LDP    |
|                                                              |                   | Takashi Tahara 田原隆 (1925–2012)        | Minister van Justitie                      | 5 november 1991  | 12 december 1992 | LDP    |
|                                                              | Kozo Watanabe     | Kozo Watanabe 渡部恒三 (1932–2020)       | Minister van Economische Zaken             | 5 november 1991  | 12 december 1992 | LDP    |
|                                                              | Yoshiro Mori      | Yoshiro Mori 森喜朗 (1937)               | Minister van Economische Zaken             | 12 december 1992 | 9 augustus 1993  | LDP    |
|                                                              | Hiromu Nonaka     | Norio Yamashita 山下徳夫 (1919–2014)     | Minister van Volksgezondheid en Welzijn    | 5 november 1991  | 12 december 1992 | LDP    |
|                                                              | Yuya Niwa         | Yuya Niwa 丹羽雄哉 (1944)                | Minister van Volksgezondheid en Welzijn    | 12 december 1992 | 9 augustus 1993  | LDP    |
|                                                              | Hiromu Nonaka     | Tetsuo Kondo 近藤鉄雄 (1929–2010)        | Minister van Arbeid                        | 5 november 1991  | 12 december 1992 | LDP    |
|                                                              | Masakuni Murakami | Masakuni Murakami 村上正邦 (1932–2020)   | Minister van Arbeid                        | 12 december 1992 | 9 augustus 1993  | LDP    |
|                                                              | Kunio Hatoyama    | Kunio Hatoyama 鳩山邦夫 (1948–2016)      | Minister van Onderwijs                     | 5 november 1991  | 12 december 1992 | LDP    |
|                                                              | Mayumi Moriyama   | Mayumi Moriyama 森山眞弓 (1927–2021)     | Minister van Onderwijs                     | 12 december 1992 | 9 augustus 1993  | LDP    |
|                                                              |                   | Okuda Yoshikazu 奥田敬和 (1927–1998)     | Minister van Transport en Infrastructuur   | 5 november 1991  | 12 december 1992 | LDP    |
|                                                              |                   | Ihei Ochi 越智伊平 (1920–2000)           | Minister van Transport en Infrastructuur   | 12 december 1992 | 9 augustus 1993  | LDP    |
|                                                              | Taku Yamazaki     | Taku Yamazaki 山崎拓 (1936)              | Minister van Bouw en Constructie           | 5 november 1991  | 12 december 1992 | LDP    |
|                                                              | Kishiro Nakamura  | Kishiro Nakamura 中村喜四郎 (1949)       | Minister van Bouw en Constructie           | 12 december 1992 | 9 augustus 1993  | LDP    |
|                                                              |                   | Tadashi Tanabe 田名部匡省 (1934)         | Minister van Landbouw, Bosbouw en Visserij | 5 november 1991  | 9 augustus 1993  | LDP    |
|                                                              |                   | Hideo Watanabe 渡辺秀央 (1934)           | Minister van Communicatie en Post          | 5 november 1991  | 12 december 1992 | LDP    |
|                                                              | Junichiro Koizumi | Junichiro Koizumi 小泉純一郎 (1942)      | Minister van Communicatie en Post          | 12 december 1992 | 20 juli 1993     | LDP    |
|                                                              | Kiichi Miyazawa   | Kiichi Miyazawa 宮澤喜一 (1919–2007)     | Minister van Communicatie en Post          | 20 juli 1993     | 9 augustus 1993  | LDP    |
|                                                              | Sohei Miyashita   | Sohei Miyashita 宮下創平 (1927–2013)     | Directeur- generaal van de JSDF            | 5 november 1991  | 12 december 1992 | LDP    |
|                                                              | Toshio Nakayama   | Toshio Nakayama 中山利生 (1925–2004)     | Directeur- generaal van de JSDF            | 12 december 1992 | 9 augustus 1993  | LDP    |

Yoshida I ·
Katayama ·
Ashida ·
Yoshida II ·
Yoshida III ·
Yoshida IV ·
Yoshida V ·
I. Hatoyama I ·
I. Hatoyama II ·
I. Hatoyama III ·
Ishibashi ·
Kishi I ·
Kishi II ·
Ikeda I ·
Ikeda II ·
Ikeda III ·
Sato I ·
Sato II ·
Sato III ·
K. Tanaka I ·
K. Tanaka II ·
Miki ·
T. Fukuda ·
Ohira I ·
Ohira II ·
Suzuki ·
Nakasone I ·
Nakasone II ·
Nakasone III ·
Takeshita ·
Uno ·
Kaifu I ·
Kaifu II ·
Miyazawa ·
Hosokawa ·
Hata ·
Murayama ·
Hashimoto I ·
Hashimoto II ·
Obuchi ·
Mori I ·
Mori II ·
Koizumi I · 
Koizumi II ·
Koizumi III ·
Abe I ·
Y. Fukuda ·
Aso ·
Y. Hatoyama ·
Kan ·
Noda ·
Abe II ·
Abe III ·
Abe IV ·
Suga ·
Kishida I ·
Kishida II